# Two to Conquer
Two To Conquer este un roman științifico-fantastic (de fantezie științifică) din 1980 al scriitoarei americane Marion Zimmer Bradley. 
Face parte din Seria Darkover care are loc pe planeta fictivă Darkover din sistemul stelar fictiv al unei gigante roșii denumită Cottman. Planeta este dominată de ghețari care acoperă cea mai mare parte a suprafeței sale. Zona locuibilă se află la doar câteva grade nord de ecuator.
Are loc la sfârșitul Epocii Haosului, în perioada istoriei de pe Darkover cunoscută sub numele de Sute de Regate. Introducerea cărții o plasează la două sute de ani după evenimentele din cartea intitulată Stormqueen!.
Cartea Two to Conquer include mai multe evenimente cheie din cronologia de pe Darkover, inclusiv crearea Compactului (Pactul) de către Varzil cel Bun, distrugerea Turnului Hali și începuturile fuziunii preoteselor din Avarra cu războinicele Frăției Surorilor Săbiei (Sisterhood of the Sword). Evenimentele acestei cărți se suprapun cu Cartea a VI-a din Zandru's Forge.

## Vezi și
- 1980 în științifico-fantastic